# Cocoru
Cocoru – wieś w Rumunii, w okręgu Vâlcea, w gminie Galicea. W 2011 roku liczyła 483 mieszkańców.